# キアヌ (映画)
『キアヌ』（原題:Keanu）は、2016年にアメリカ合衆国で公開されたコメディ映画である。監督はピーター・アテンチオ、主演はキーガン＝マイケル・キーとジョーダン・ピールが務めた。なお、本作は日本国内で劇場公開されなかったが、2017年4月5日にDVDが発売された。

## ストーリー
スモークとオイルの兄弟は殺し屋であり、裏社会ではアレンタウン・ブラザーズとして知られていた。ある日、2人は麻薬製造拠点に潜入し、ギャング団のボス（キング・ディアス）ごと皆殺しにした。2人はキングの飼い猫、イグレシアスを戦利品として持ち帰ろうとしたが、そこに警察がやって来た。2人の注意が逸れた隙を突いて、イグレシアスはどこかへ行ってしまった。その頃、レルは恋人に捨てられて悄気返っていた。意気消沈したまま帰宅すると、自宅のドアの前にネコがいた。ネコがレルに懐いてきたため、レルはそのネコにキアヌという名前を付けて飼うことにした。ほどなくして、レルの従兄、クラレンスは失恋したレルを励ましにやってきたが、レルはキアヌのお陰で失恋のショックから立ち直っていた。
2週間後、クラレンスの妻（ハンナ）が娘を連れて旅行に出かけたため、クラレンスは一人きりになってしまった。レルはクラレンスを元気づけるべく、2人でアクション映画を見に行くことにした。レルの家に帰ってきた2人だったが、部屋は強盗によって荒らされていた。しかも、キアヌが行方不明になっていた。怒り狂ったレルはクラレンスを引き連れ、隣人（ハルカ）から情報収集を行った。ハルカは麻薬の売人であったため裏社会に詳しく、レルの家に押し入った強盗の正体が地元のギャングであると教えてくれた。そのギャングと接触するべく、2人は繁華街のストリップクラブへと急行した。2人はギャング団に潜入するために、ギャングに成り済ますことにした。ギャング団の1人であるハイシーは2人を訝しんだが、取り敢えずボスのチェダーに引き合わせることにした。チェダーはキアヌにニュージャックという名前を付けて可愛がっており、とてもネコを返してくれそうな雰囲気ではなかった。2人がダメ元で頼んでみると、チェダーは「新しい麻薬、ホーリーシットの輸送に協力してくれれば、ネコを返してやろう」と言ってきた。チェダーは2人をアレンタウン・ブラザーズだと勘違いしていたのである。2人に裏社会での仕事の経験はなかったが、キアヌのために渋々その申し出を受けることにした。
レルとクラレンスはハイシーらと共にホーリーシットの輸送を開始した。ドラッグの買い手は女優のアンナ・ファリスであった。ファリスは一向に真実か挑戦かゲームを持ちかけ、ハイシーにレルを銃撃させようとした。ハイシーがそれを断ると銃撃戦になったが、ハイシーは難なくファリスを射殺した。その様子を見たレルは腰を抜かしてしまった。拠点に帰った後、クラレンスはタバコと間違えてホーリーシットを吸ってしまい、トリップ状態に陥ってしまった。クラレンスを心配したレルはキアヌを連れ去ってさっさと逃げ出すことにした。ところが、その途中、2人は本物のアレンタウン・ブラザーズに身柄を拘束されることとなった。
レルとクラレンスはキアヌの力を借りて窮地を脱したが、今度はキングが率いていたギャングの残党に目を付けられてしまった。

## キャスト
- キーガン＝マイケル・キー - クラレンス/スモーク・ドレスデン
- ジョーダン・ピール - レル/オイル・ドレスデン
- ティファニー・ハディッシュ - トリーナ・パーカー（ハイシー）
- メソッド・マン - チェダー
- ジェイソン・ミッチェル - バッド
- ルイス・ガスマン - ベーコン・ディアス
- ニア・ロング - ハンナ
- ウィル・フォーテ - フルカ
- ダレル・ブリット＝ギブソン - トランク
- ジャマル・マラカイ・ネイバーズ - スティッチズ
- ロブ・ヒューベル - スペンサー
- イアン・キャッセルベリー - キング・ディアス
- キアヌ・リーブス - キアヌ（声の出演）
- アンナ・ファリス - 本人（クレジットなし）

## 製作
2014年10月20日、キー&ピールが主演を務める新作映画『Keanu』の監督にピーター・アテンチオが起用されることになったと報じられた。ネット上では、本作のタイトルが『Keanu』であることを理由に、本作が『ジョン・ウィック』のパロディ映画であるという臆測が流れたが、製作チームは本作の製作に取りかかるまで同作の存在を把握していなかった。ところが、そのような臆測の存在を知ったキアヌ・リーブスが本作に出演したいと申し出てきたため、製作チームは彼をネコの声優として起用した。その結果、図らずも本作に『ジョン・ウィック』のパロディ要素が盛り込まれることとなった。
2015年5月12日、メソッド・マンが本作に出演することになったとの報道があった。28日、ウィル・フォーテがキャスト入りした。6月1日、本作の主要撮影がルイジアナ州ニューオーリンズで始まった。16日、ニア・ロングの出演が決まったと報じられた。23日、ロブ・ヒューベルが本作に出演するとの報道があった。
なお、キーガン＝マイケル・キーは猫アレルギーであったため、本作の撮影で猫に接触した後、医師の診察を受けていた。

## 公開・マーケティング
2016年2月7日、本作のオフィシャル・トレイラーが公開された。3月13日、ポスト・プロダクション作業中であったにも拘わらず、本作はサウス・バイ・サウスウェストでプレミア上映された。
当初、本作は2016年4月22日に全米公開される予定だったが、後に公開日は同年4月29日に延期されることとなった。

## 興行収入
本作は『ラチェット&クランク THE MOVIE』及び『マザーズ・デイ』と同じ週に封切られ、公開初週末に900万ドルから1000万ドル前後を稼ぎ出すと予想されていたが、その予想は的中した。2016年4月29日、本作は全米2658館で公開され、公開初週末に945万ドルを稼ぎ出し、週末興行収入ランキング初登場3位となった。

## 評価
本作は批評家から好意的に評価されている。映画批評集積サイトのRotten Tomatoesには170件のレビューがあり、批評家支持率は78%、平均点は10点満点で6.42点となっている。サイト側による批評家の見解の要約は「不条理な設定と否応なしに見る価値のある主演2人の組み合わせによって、『キアヌ』は速いペースでストーリーが進む愉快なコメディ映画に仕上がっている。同作には滑っているネタもあるが、見事受けるであろうギャグの方が多い。」となっている。また、Metacriticには35件のレビューがあり、加重平均値は63/100となっている。なお、本作のCinemaScoreはBとなっている。